# Bombenanschlag in Elazığ am 18. August 2016
Der Bombenanschlag von 2016 in Elazığ war ein Autobombenanschlag der Arbeiterpartei Kurdistans (PKK) auf das Polizeipräsidium (Emniyet Müdürlüğü) von  Elazığ.
Die Explosion ereignete sich am 18. August 2016 um 9.20 Uhr. Bei dem Anschlag starben drei Menschen und 217 Personen wurden verletzt. Das Gebäude wurde nicht wieder aufgebaut. Das Areal wurde in einen Park umgewandelt.
Die Täter und Mittäter wurden später ermittelt und 2021 wurden sechs Personen zu erschwerter lebenslanger Haft verurteilt.